# Alban Berg
Alban Berg (9. února 1885, Vídeň – 24. prosince 1935 tamtéž) byl rakouský hudební skladatel, klavírista a jeden z největších představitelů hudby 20. století, příslušník Druhé vídeňské školy.

## Život

### Mládí
Alban Berg se narodil 9. února 1885 ve Vídni jako třetí dítě Johanny a Conrada Bergových. V dětství se zajímal spíše o literaturu než o hudbu. Zabývat se důkladněji hudbou a komponováním začal až v patnácti letech. 4. prosince 1902 se stal otcem dcery Albíny. Matkou byla Marie Scheuchlová, která v rodině Bergových sloužila.
V říjnu roku 1904 se stal žákem Arnolda Schönberga, který ho učil kontrapunkt, hudební teorii a harmonii. Od roku 1906 se věnoval výhradně hudbě. Komponovat začal o rok později. Mezi jeho studentské práce patří 5 skic klavírních sonát a několik písní. Tři písně ze sbírky Sieben Frühe Lieder bylo veřejně provedeno na koncertě žáků Arnolda Schönberga v roce 1907. První skladbou, které přidělil opusové číslo byla Klavírní sonáta, op. 1 dokončená v roce 1908. U Schönberga studoval až do roku 1911. Berg jej obdivoval jak jako učitele, tak i jako skladatele. Zůstali celoživotními přáteli.
Základem Schönbergova učení byl názor, že jednota hudební skladby závisí na postupném vývoji z jedné základní myšlenky. Tato idea byla později známa jako rozvíjející se variace.

### První skandály
Berg se stal součástí kulturní elity, která se ve Vídni vytvořila na přelomu století, v období tzv. Fin de siècle. Do jeho nejbližšího okruhu patřili hudebníci Alexander von Zemlinsky a Franz Schreker, malíř Gustav Klimt, spisovatel Karl Kraus, architekt Adolf Loos a básník Peter Altenberg. V roce 1906 se Berg seznámil se zpěvačkou Helenou Nahowskou, pocházející z bohaté rodiny, dcerou Anny Nahowské a údajně nelegitimní dcerou císaře Františka Josefa I. Navzdory nesouhlasu její rodiny, uzavřeli 3. května 1911 sňatek.
V roce 1913 měly za Schönbergova řízení premiéru Bergovy Dvě písně na texty z pohlednic. Slova napsal básník Peter Altenberg. Koncert měl skandální průběh, vyvolal vřavu a musel být přerušen. To těžce ranilo Bergovo sebevědomí. Tato skladba zůstala až do roku 1952 neprovedena a tiskem vyšla až v roce 1966.
Za první světové války sloužil v rakousko-uherské armádě. Během dovolené v roce 1917 urychlil práce na své opeře Vojcek. Po skončení války se vrátil do Vídně a živil se jako soukromý učitel hudby. Současně pomáhal Schönbergovi v činnosti Společnosti pro soukromé provádění hudby (Verein für musikalische Privataufführungen), která se snažila vytvořit prostředí pro zkoumání a přijímání nové hudby prostřednictvím veřejných zkoušek, opakovaných provedení s vyloučením profesionálních kritiků.

### Úspěch Vojcka a vznik Lulu (1925–1929)

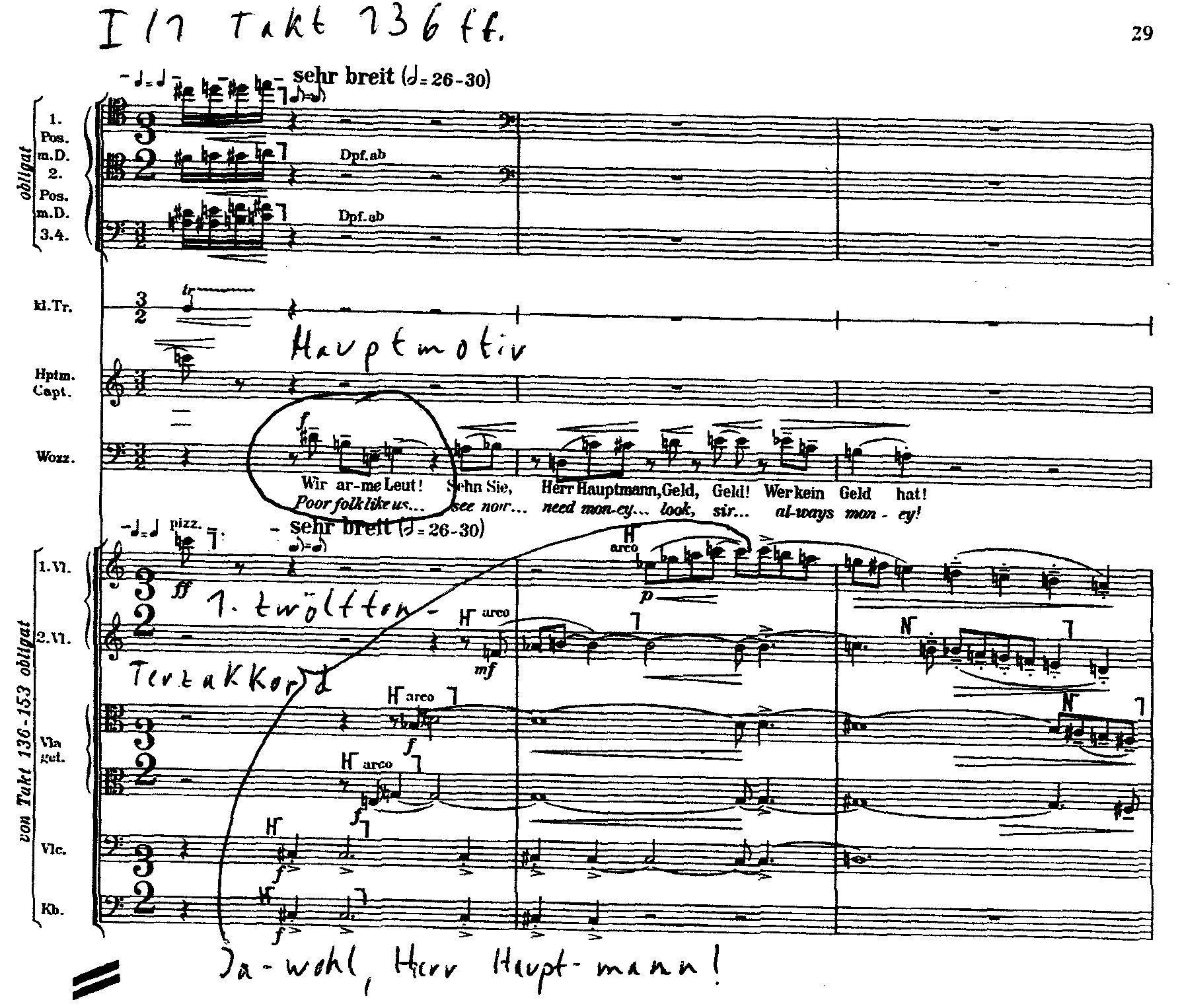
Notový záznam opery Vojcek (ukázka)

Tři scény z opery Vojcek byly v roce 1924 provedeny na koncertě Allgemeiner Deutscher Musikverein ve Frankfurtu nad Mohanem a znamenaly první Bergův životní úspěch. V Rakousku získal Cenu města Vídně. V období od 15. do 20. května 1925 byly provedeny na Mezinárodním hudebním festivalu v Praze za řízení Alexandra Zemlinského. Opera jako celek měla premiéru v Berlíně 14. prosince 1925 za řízení Ericha Kleibera. Druhým operním domem, kde byla opera uvedena bylo 11. listopadu 1926 Národní divadlo v Praze v hudebním nastudování Otakara Ostrčila a v režii Ferdinanda Pujmana. Druhé představení bylo kvůli bouřlivým protestům obecenstva předčasně ukončeno a další reprízy byly odvolány. Opera se vrátila na scénu Národního divadla až v roce 1959. Od té doby byla hrána na všech světových scénách a stala jednou z nejdůležitějších skladeb 20. století.
Berg začal v roce 1928 pracovat na své druhé opeře, Lulu. Libreto napsal sám skladatel podle dramat německého dramatika Franka Wedekinda (1864–1918), Duch země (Erdgeist, 1895) a Pandořina skříňka (Die Büchse der Pandora, 1904). Následujícího roku práci na opeře přerušil a zkomponoval kantátu (koncertní árii pro soprán) Der Wein. Tato árie se stala předpodobou opery Lulu jak vokálním stylem, instrumentací, tak i textem.
Árie Der Wein byla pro obtížnost interpretace považována za neproveditelnou, až ji roku 1930 i v následujících vystoupeních svěřil české pěvkyni Růženě Herlingerové.

### Závěrečná léta 1930–1935
Ve 30. letech začal být hudební život v Německu i ve Vídni obtížným vzhledem k vzrůstající moci nacismu, jehož kulturní ideologie odporovala všem principům moderního umění. V nemenší míře sílil v Německu vášnivý antisemitismus. Bergovým zločinem bylo i to, že studoval u židovského skladatele Arnolda Schönberga. Možnosti veřejně provozovat svou hudbu byly pro Berga stále vzácnější, až konečně byl nacisty dán na seznam autorů „degenerované“ hudby.
V roce 1932 získali manželé Bergovi chatu na samotě u jezera Wörthersee, blízko Schiefling am See v Korutanech. Tam mohl Berg v klidu pracovat na opeře Lulu a na svém houslovém koncertu. V roce 1935 přerušil práci na instrumentaci opery, neboť obdržel finanční příspěvek od rusko-amerického houslisty Louise Krasnera na dokončení houslového koncertu. Houslový koncert byl věnován "památce anděla", Manon Gropiusové, dceři zesnulého architekta Waltra Gropiuse a Almy Mahlerové. Koncert se stal nejznámější Bergovou skladbou a je trvalou součástí repertoáru světových houslistů.
Berg zemřel ve Vídni na Štědrý den roku 1935 ve věku 50 let. Příčinou smrti byla otrava krve. Je pohřben na vídeňském hřbitově Hietzinger Friedhof.

## Dílo

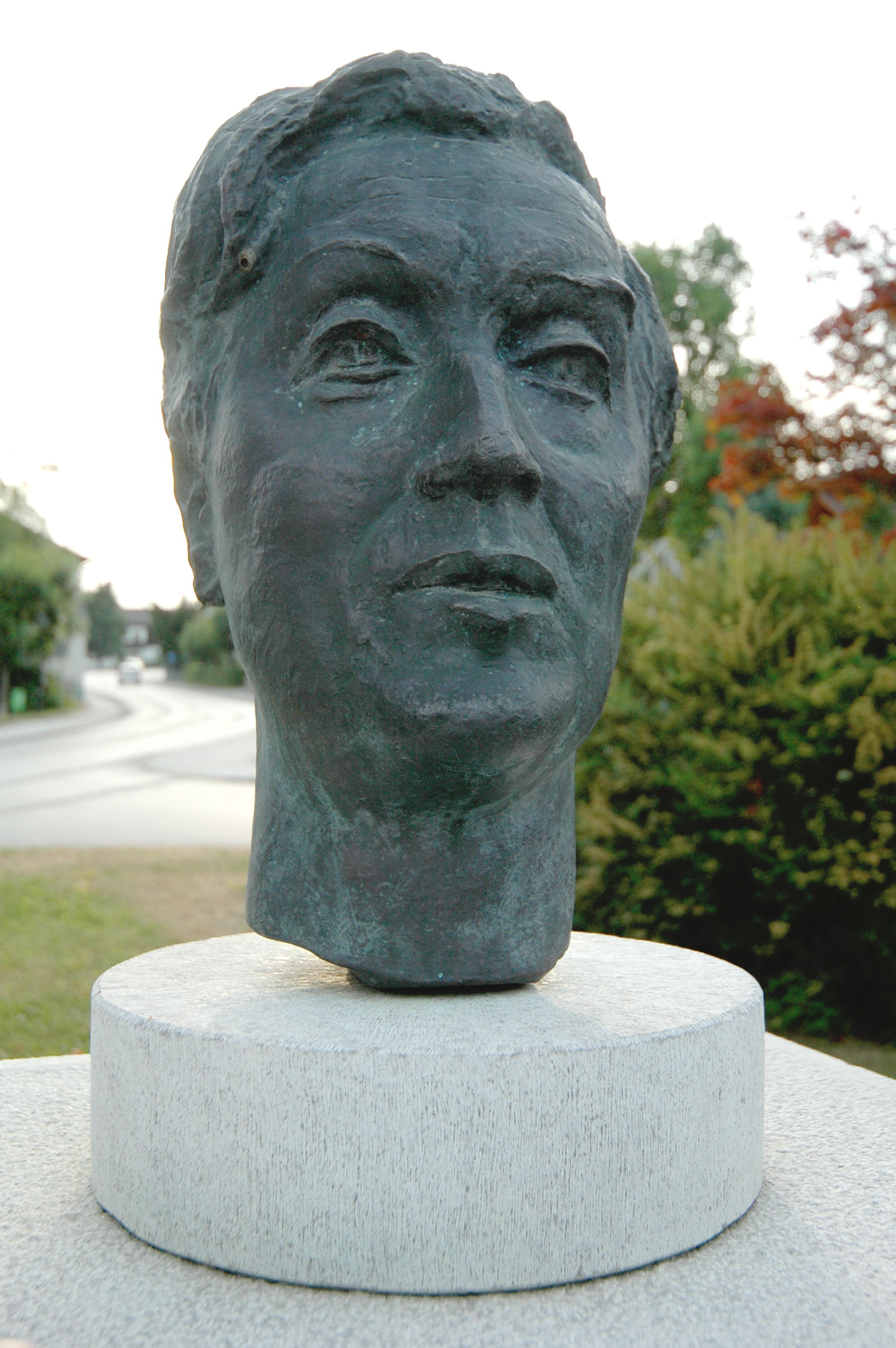
Bergova busta v rakouském Schiefling am See v Korutanech